# Laguna Verde atomkraftværk
Laguna Verde atomkraftværk er et atomkraftværk i det østlige Mexico. Værket ligger ud til den Mexicanske Golf, ca. 70 km nord for byen Veracruz. Laguna Verde atomkraftværket blev bygget i årene 1972–1990 og er Mexicos eneste atomkraftværk. Værket har to reaktorer der producerer elektrisk kraft og værket har en maksimal effekt på 1364 MW. Produktionen af energi fra Laguna Verde atomkraftværket, dækker ca. 5 % af Mexicos samlede energi behov. Atomkraftværket ejes af Comisión Federal de Electricidad (CFE).